# Bracon bruchivorus
Bracon bruchivorus är en stekelart som beskrevs av Muesebeck 1963. Bracon bruchivorus ingår i släktet Bracon och familjen bracksteklar. Inga underarter finns listade.